# Littérature lesbienne
Pour des articles plus généraux, voir Littérature LGBT et Culture lesbienne.
La littérature lesbienne est un sous-genre de la littérature traitant des thèmes ou écrit d'un point de vue lesbien. Il comprend de la poésie, du théâtre, des romans et romans graphiques abordant des personnages lesbiens, et de la non-fiction sur les sujets d'intérêt lesbiens en général. Les œuvres de fiction qui se situent dans cette catégorie peuvent être de tout genre, tels que fiction historique, science-fiction, fantasy, horreur et romance, et existent à destination d'un public jeunesse, adolescent ou adulte.
Si le périmètre exact de la littérature lesbienne est sujet de débat, notamment en fonction de l'identité des auteurs, de la réception des récits ou des thèmes abordés, deux constantes demeurent : l'exclusion des représentations lesbiennes fétichisantes écrites par et pour les hommes, et le placement dans les écrits de la construction de l'identité lesbienne comme centrale.
L'évolution de la littérature lesbienne suit celle de l'acceptation du lesbianisme en général : cachée, confidentielle, censurée au début du XXe siècle, les grands moments du mouvement LGBT et du féminisme en général et du lesbianisme en particulier s'accompagnent d'évolution des thèmes abordés. En particulier, le thème du lesbianisme comme damnation, où le récit se finit par la mort des héroïnes, s'effacent pour des histoires heureuses (romances, littérature pour enfants et jeunes adultes), tout en gardant un fort lien avec la politisation du milieu lesbien.

## Définition
Le périmètre de ce qui relève de la littérature lesbienne fait l'objet de débats : l'identité des autrices, les thématiques abordées, ainsi que le public, visé ou réel, sont les trois critères convoqués pour en définir les contours.
Les chercheuses et chercheurs d'Écrire à l'encre violette - Littératures lesbiennes en France de 1900 à nos jours soulignent en 2022 qu'il n'y a pas que les autrices lesbiennes qui écrivent de la littérature lesbienne, mais que d'autres femmes, ouvertement bisexuelles et pansexuelles, mais aussi à l'orientation difficile à déterminer en raison de la pression sociale lesbophobe poussant des lesbiennes à contracter des mariages hétérosexuels. À l'inverse, elles estiment non pertinent d'inclure dans la littérature lesbienne les autrices lesbiennes mais ne parlant pas de relations entre femmes dans leurs œuvres, telles que Marguerite Yourcenar.
D'autres conceptions de la littérature lesbienne se focalisent moins sur l'identité des autrices que sur les thématiques littéraires abordées. Ainsi, dans La Pensée straight, en 1992, l'écrivaine et penseuse lesbienne Monique Wittig considère qu’À la recherche du temps perdu de Marcel Proust et Le Bois de la nuit de Djuna Barnes comme relevant de la littérature lesbienne, car ces deux œuvres utilisent la lesbienne et le féminin comme point de départ vers l'universalité. La professeure émérite de littérature Marilyn R. Farwell, dans Heterosexual Plots & Lesbian Narrative, en 1996, propose de définir la littérature lesbienne comme l'ensemble des récits ne respectant aucun des trois piliers de la narration hétérosexuelle : relations amoureuses hétérosexuelles, activité des hommes s'opposant à la passivité des femmes et présence de réseaux relationnels masculins s'opposant à l'isolement des femmes. D'autres chercheuses, telles que Terry Castle, Elizabeth Meese ou Susan Lancer, proposent aussi une définition de la littérature lesbienne basée sur le point de vue abordé[réf. à confirmer].
À l'inverse, le contenu des œuvres peut être aussi un critère déterminant pour les exclure de la littérature lesbienne. En 2019, la chercheuse en études du genre et littérature francophone Marta Segarra (en) exclut ainsi les histoires présentant le lesbianisme comme immoral et criminel, tandis qu'À La recherche du temps perdu fait débat : pour les chercheuses d'Écrire à l'encre violette, il ne relève pas de la littérature lesbienne, car le lesbianisme y est pour elles un prétexte pour parler en réalité d'homosexualité masculine tandis que pour l'historienne et écrivaine Laure Murat, ou pour Wittig, au contraire, c'est en posant le sujet lesbien comme point d'entrée pour ensuite universaliser que La Recherche pose une construction formelle et autonome du sujet lesbien.
Une constante de la définition de la littérature lesbienne est l'exclusion des fictions voyeuristes fétichisant les relations lesbiennes écrites à destination d'un public masculin ; toutefois, la frontière entre ce qui relève de la soumission au regard masculin et ce qui est une expression de la sexualité lesbienne par et pour les lesbiennes n'est pas tranchée. Le critère du public, qu'il soit visé ou celui qui reçoit réellement l'œuvre, peut aussi permettre d'inclure dans la littérature lesbienne des romans écrits par des personnes hétérosexuelles et sans thématique lesbienne a priori, citant Avant que j'oublie d'Anne Pauly et À la demande d'un tiers de Mathilde Forget.
Marta Segarra propose une synthèse de ces trois critères comme définition de la littérature lesbienne « un corpus d’œuvres, écrites en général par des femmes mais parfois aussi par des hommes, qui se focalisent sur les relations affectives et homoérotiques entre femmes autant sur le plan du contenu que sur celui de la forme ». L'approche multi-critère est aussi celle retenue par les chercheuses d'Écrire à l'encre violette.
Enfin, Laure Murat en propose la définition la plus restrictive : il s'agit des œuvres qui « ont en commun d'avoir autorisé, élaboré et structuré historiquement la construction de l'identité lesbienne », ce qui lui permet d'évacuer les écrits sujets à débat et de se focaliser sur les récits qui font consensus quant à leur inclusion dans la littérature lesbienne et de souligner la dimension politique de cette catégorie.

## Histoire

### Les précurseuses: écrire l'amour entre femmes quand «lesbienne» n'existait pas

#### Sappho

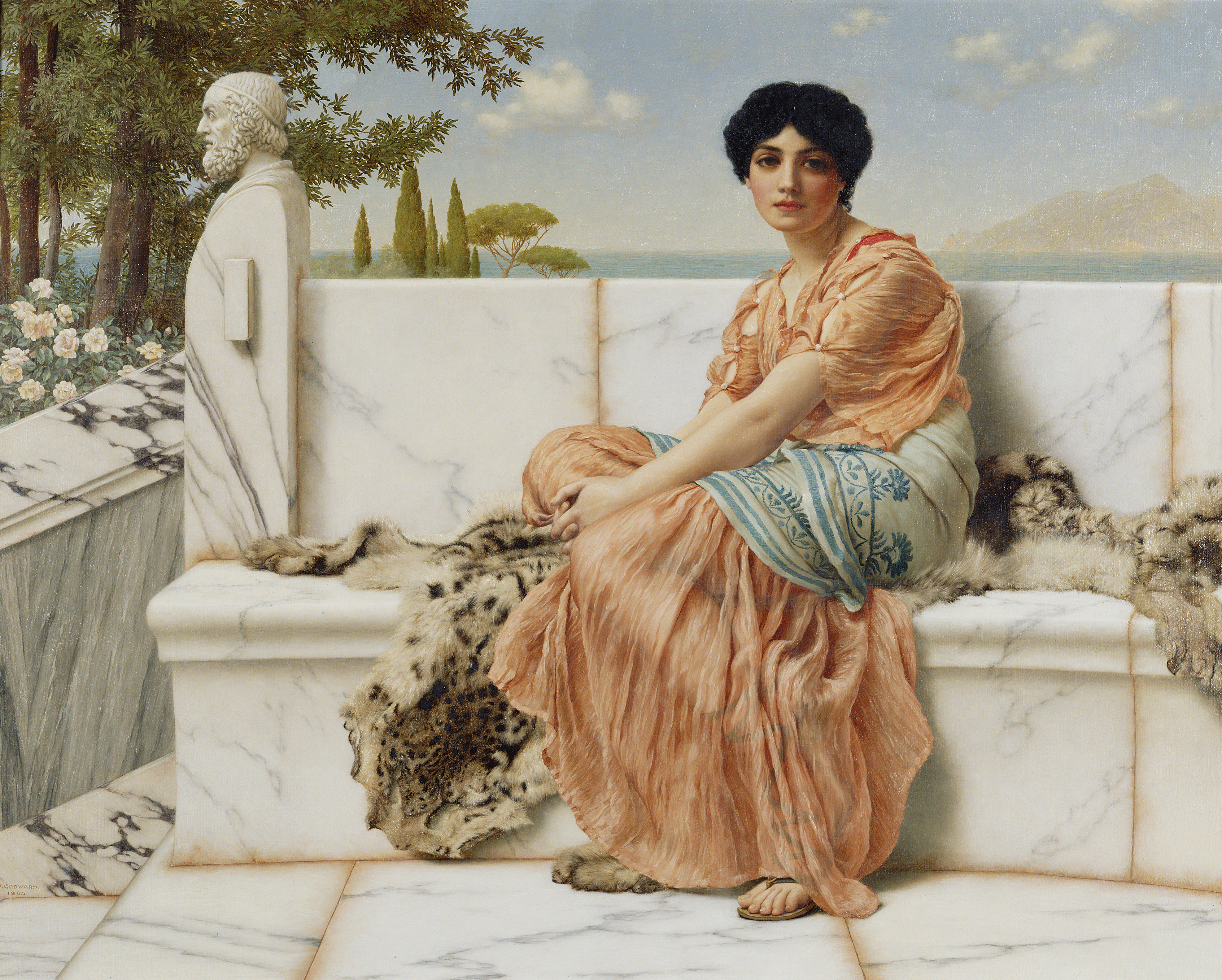
Sappho de Lesbos, représentée dans une peinture de 1904 par John William Godward est à l'origine du terme lesbienne

L'œuvre fondamentale de la littérature lesbienne est la poésie de Sappho de Lesbos du VIIe siècle avant J.C.. Elle crée une nouvelle forme de poésie musicale appelée le lyrisme. À partir de divers écrits anciens, les historiens et les historiennes ont établi qu'un groupe de jeunes femmes étaient laissées à la charge de Sappho pour leur instruction ou édification culturelle. Il reste peu de traces de la poésie de Sappho, mais ce qui en reste témoigne des sujets de prédilection de la poétesse : la vie quotidienne des femmes, leurs relations et leurs rituels. Elle se concentre sur la beauté des femmes et proclame son amour des jeunes filles.

#### Moyen Âge
Au XIIIe siècle, la trobairitz Beatritz de Romans adresse une chanson à Dame Marie « que vous m'accordiez, belle Dame, s'il vous plaît, ce dont j'espère avoir le plus de joie: car c'est en vous que j'ai mis mon cœur et mon désir, et c'est par vous que j'ai tout ce qu'il y a en moi d'allégresse, et pour vous que je vais maintes fois soupirant ». Si Pierre Bec y voit une expression de la sympathie entre deux femmes, Marie-Jo Bonnet trouve l'interprétation amoureuse évidente.
Bonnet identifie dans la littérature saphique comme troubadour le thème de la triangulation : au couple de femmes s'ajoute la figure de l'homme-obstacle, que ce soit le futur mari ou l'homme d'autorité (église ou loi).

#### XVIIesiècle

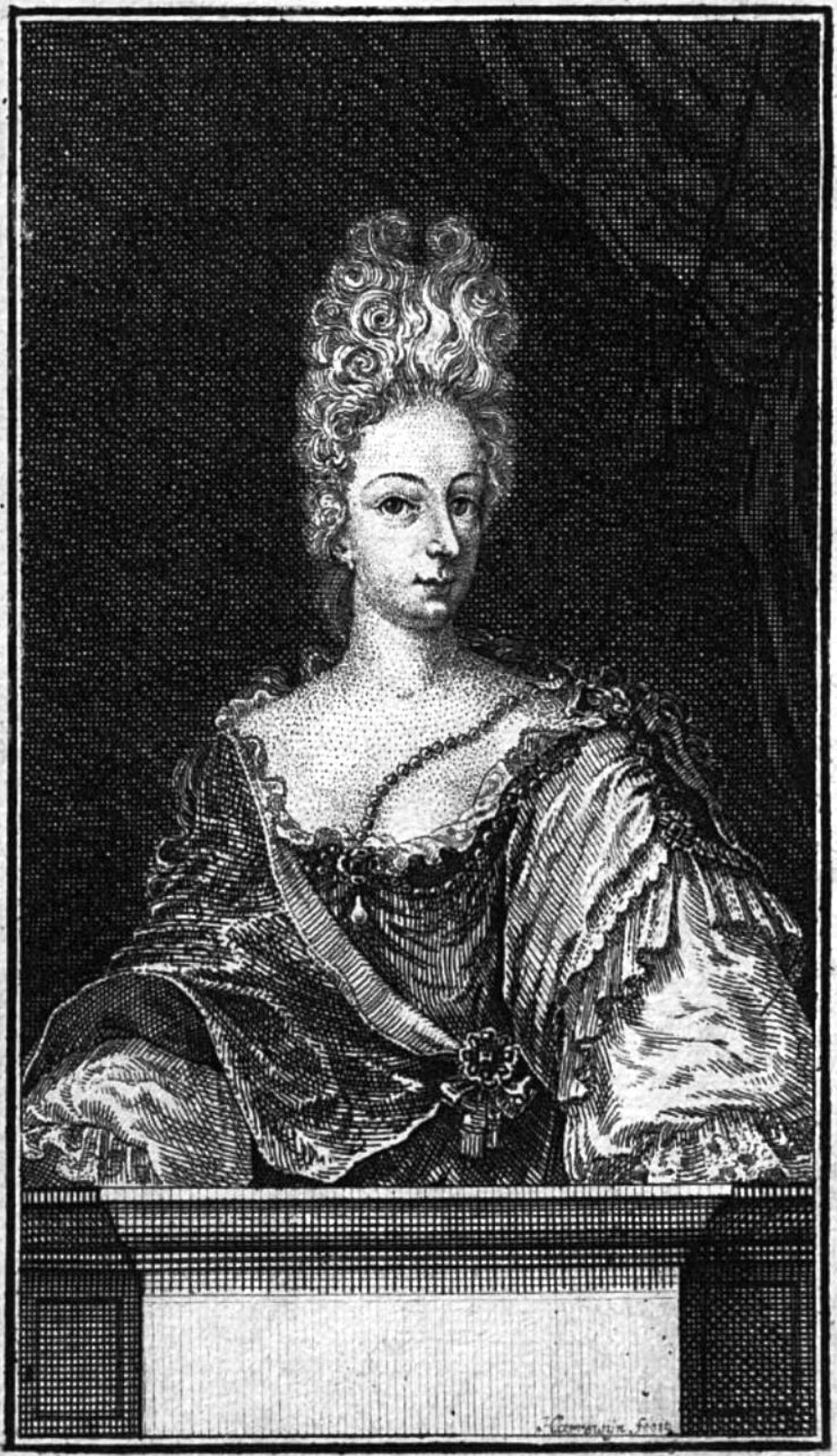
Henriette-Julie de Murat

Au XVIIe siècle, le mouvement Précieux donne lieu à des écrits galants et les correspondances amicales qui revêtent souvent une dimension saphique, a minima dans le langage.
Un de ses figures principales, la poétesse française Madame de Lauvergne (1620-1670), dite Lénodaride, se fait connaître pour « Sonnet à Mademoiselle Godefroy », une déclaration d'amour à l'actrice Marie Anne du Rieu de la Comédie française :  « si vous n'étiez absolument maîtresse de mon cœur...».
Fin XVIIe siècle, la précieuse française Henriette-Julie de Murat est connue comme une salonnière lesbienne et libertine (avec Madame de Nantiat et Marguerite Le Fèvre de Caumartin, marquise d’Argenson entre autres) vivant à Paris loin de son mari. Elle écrit des contes de fées de son invention et quelques-uns tirés du folklore local. Ses textes sophistiqués proposent des récits enchâssés à la manière des grands romans sentimentaux de l’époque. Elle est connue notamment pour son recueil Contes de fées de 1697 comprenant les contes Le Parfait Amour, Anguillette et Jeune et Belle.

#### XVIIIesiècle

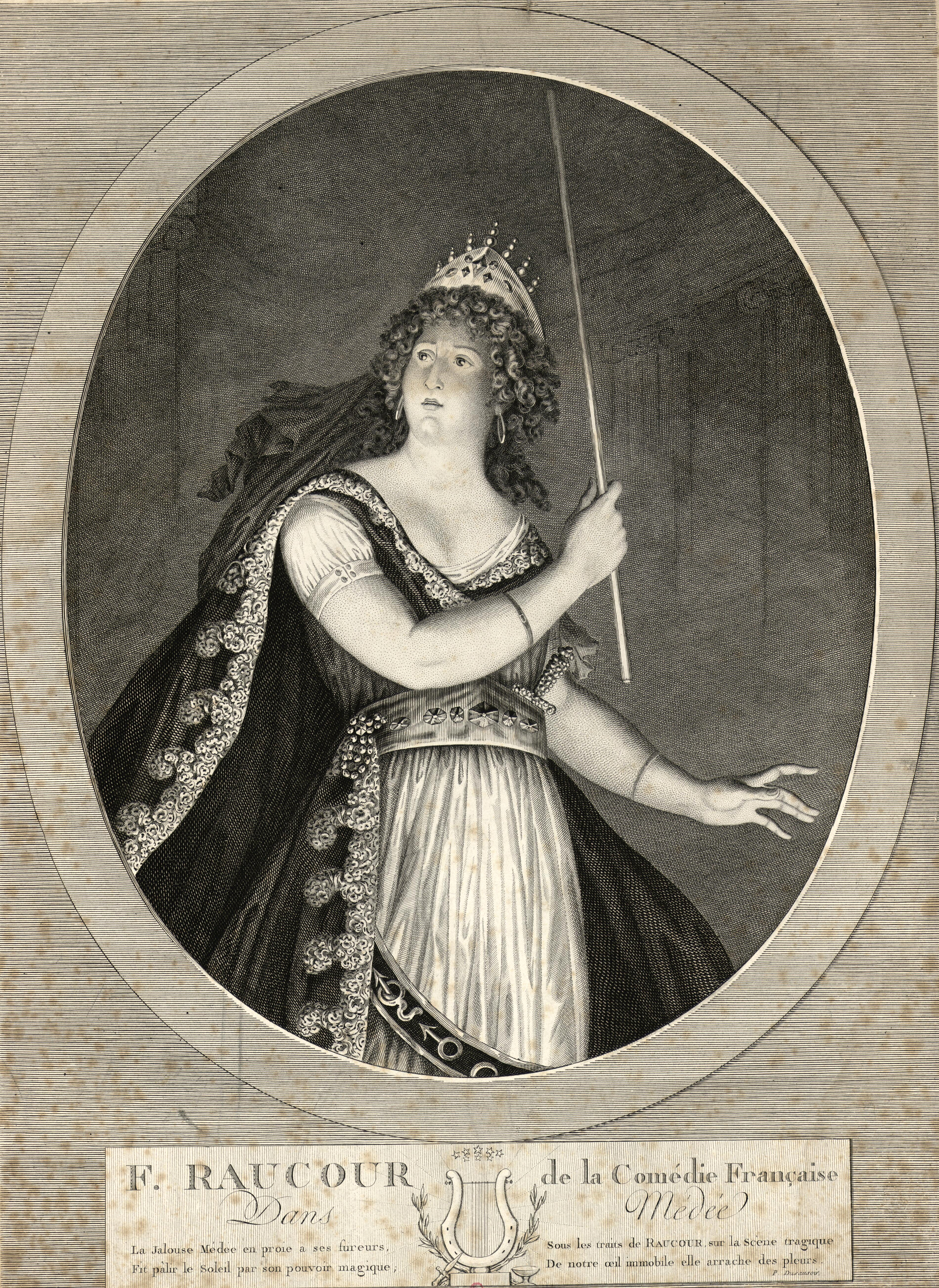
Françoise Raucourt en Médée

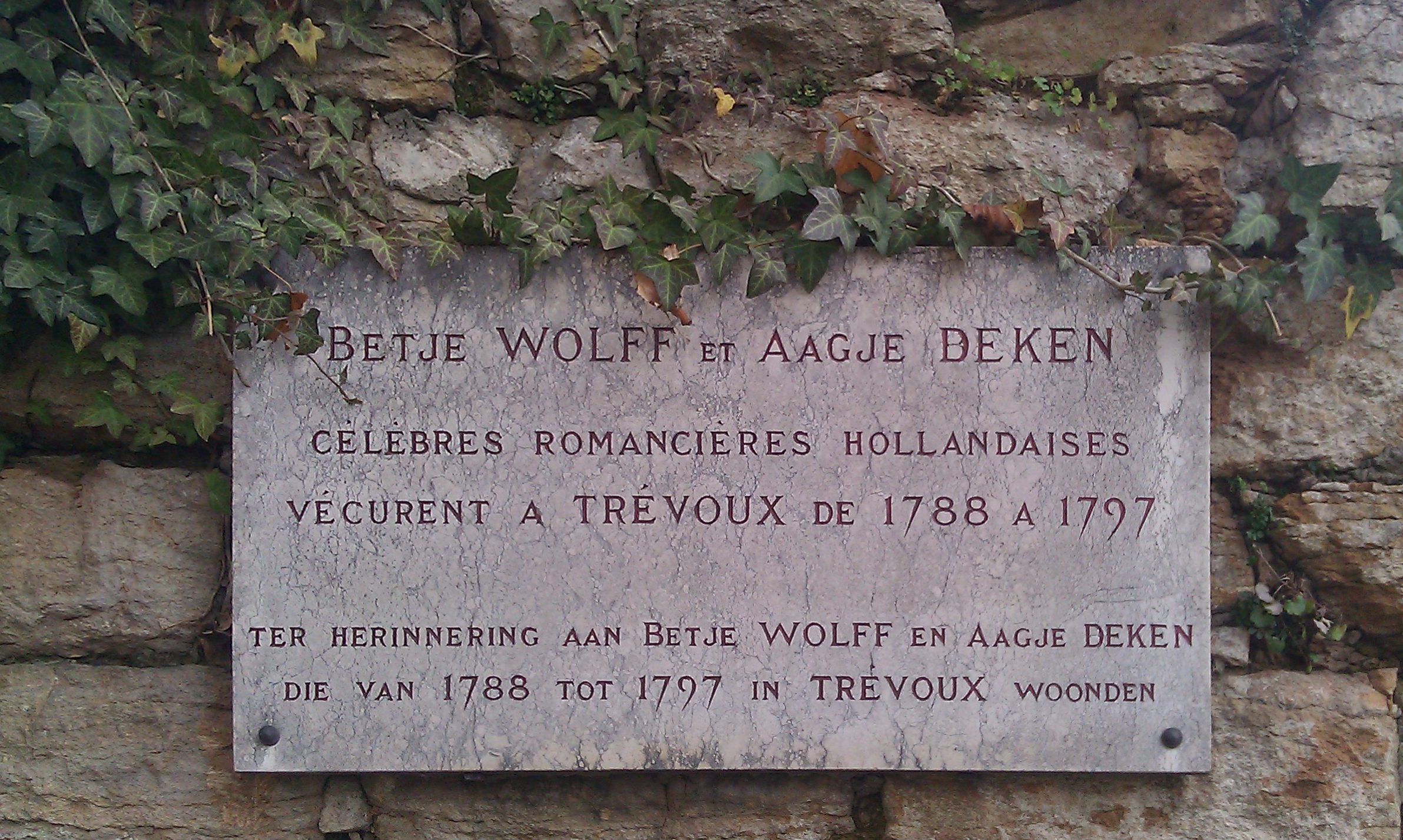
Plaque de Betje Wolff et Aagje Deken à Trévoux

Courant XVIIIe siècle, la poétesse néerlandaise Aagje Deken (1741-1804) coécrit aussi de la poésie avec son amante Maria Bosch (-1773) dont elle publie le recueil Stichtelijke gedichten en 1775, deux ans après son décès. Après de longues correspondances avec Betje Wolff (1738-1804), elles s'installent ensemble et publient leurs lettres Brieven au manoir de Beverwijk. Puis, elles coécrivent aussi des romans à succès comme Sara Burgerliart en 1782 et Histoire de monsieur Willem Leevend entre 1784 et 1785 à Trévoux et à La Haye en France.
Fin XVIIIe siècle, la littérature est marquée les interprétations théâtrale de Françoise Raucourt (1756-1815), sociétaire à la Comédie française, belle et talentueuse. Entretenue par des hommes de la noblesse et ouvertement lesbienne, elle est la destinataire en 1779 de l'Épître à une jolie lesbienne dans les Mémoires secrets pour servir à l'histoire de la République des Lettres en France depuis 1762 jusqu'à nos jours de Mathieu-François Pidansat de Mairobert. Elle écrit pour le théâtre le drame Henriette en trois actes en 1782.

#### XIXesiècle
Au début du XIXe siècle, la poétesse chinoise Wu Tsao devient célèbre pour ses poèmes d'amours lesbiens. Ses chansons, selon le poète Kenneth Rexroth, sont « chantées dans toute la Chine ».

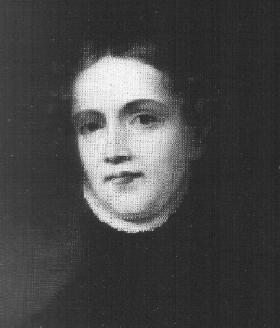
La diariste Anne Lister.

Bien que le genre lesbien n'ait pas évolué pour constituer un genre à part en Angleterre au XIXe siècle, les écrivaines et essayistes lesbiennes, comme l'écrivaine de fiction surnaturelle Vernon Lee, font parfois allusion dans leurs textes aux lesbiennes ou, comme l'amante de Vernon Lee Amy Levy, écrivent des poèmes d'amour destinés à des femmes en prenant la voix d'un homme hétérosexuel. D'autres écrivent en secret. Débutant en 1806, la propriétaire foncière et alpiniste anglaise Anne Lister tient ses journaux intimes complets durant trente-quatre ans, incluant des détails de ses relations lesbiennes et de ses entreprises de séduction, avec des sections lesbiennes écrites en langage codé. Ses journaux ne sont publiés que dans les années 1980.
Au XXIe siècle, l'écrivaine et rédactrice en chef Susan Koppelman compile une anthologie appelée Two Friends and Other Nineteenth Century American lesbian Stories, qui inclut des histoires de Constance Fenimore Woolson, Octave Thanet, Mary Eleanor Wilkins Freeman, Kate Chopin et Sarah Orne Jewett, histoires initialement publiées dans les périodiques de leur temps. De ces histoires, qui vont de l'explicite à l'implicite en ce qui concerne la représentation des thèmes lesbiens, Koppelman dit : « Je reconnais ces histoires comme des histoires sur les femmes aimant les femmes dans la variété des moyens romantiques utilisés que nous n'aurions aucune peine à définir si nous parlions d'hommes et des femmes qui s'aiment les uns les autres.».
Depuis les années 1970, la recherche en littérature lesbienne a identifié des relations lesbiennes qui n'auraient pas été étiquetées comme telles dans le contexte du XIXe siècle, en raison des différentes conceptions de l'intimité et de la sexualité. Par exemple, le poème de 1862 Marché gobelin de Christina Rossetti a été lu comme un récit de lesbianisme, même s'il se dépeint lui-même comme un récit d'amour fraternel. La recherche a aussi identifié le potentiel lesbien dans des personnages comme Marian Halcombe dans le roman de Wilkie Collins de 1859 La Femme en blanc. Marian est décrite comme masculine et peu attrayante, et sa motivation principale au long de l'intrigue est son amour pour sa demi-sœur, Laura Fairlie.
De plus, les chercheurs et les chercheuses se sont engagés dans la lecture avec un angle queer des romans de Charlotte Brontë, en particulier Shirley et la Villette, dans lesquels les personnages principaux féminins s'engagent dans des relations proches voire obsessionnelles avec d'autres femmes. Certaines ont même supposé que Brontë elle-même pourrait avoir été amoureuse de son amie Ellen Nussey ; Vita Sackville-West pense que les lettres entre les deux femmes sont des « lettres d'amour pur et simple. ».
Les universitaires ont également recherché des traces d'amours lesbiens chez la poétesse Emily Dickinson dans sa relation avec sa belle-sœur, Susan Gilbert, une possibilité qui encourage la lecture queer de nombreux poèmes d'amour de Dickinson.
Michael Field est le pseudonyme utilisé par deux femmes britanniques, Katherine Bradley et Edith Cooper, qui écrivaient de la poésie et des poèmes dramatiques ensemble. Bradley est la tante d'Edith, et les deux ont vécu ensemble comme amantes de 1870 à leur décès en 1913 et 1914. Leur poésie a souvent pris leur amour comme objet d'écriture, et elles ont également écrit un livre de poèmes pour leur chien, Whym Chow.

### 1900 à 1915: L'émergence

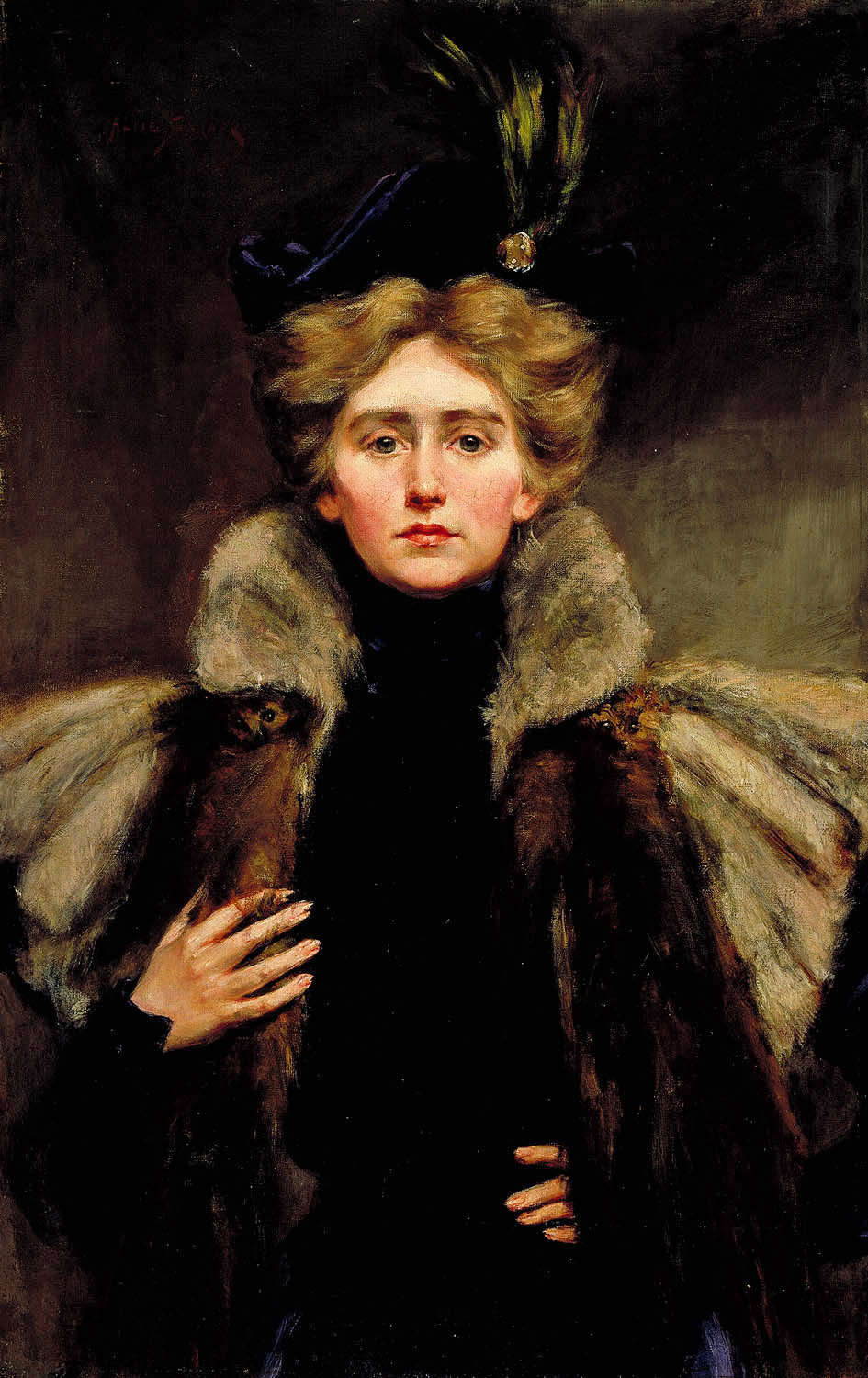
Natalie Barney tient un salon au début du XXe siècle à Paris fréquenté par les autrices lesbiennes.

Au début du XXe siècle, à Paris, émerge une communauté lesbienne de plus en plus visible. Elle se regroupe notamment dans les salons littéraires organisés par des lesbiennes comme Nathalie Barney et Gertrude Stein. Cette communauté produit des œuvres en français et en anglais : Le Bois de la nuit de Djuna Barnes, Idylle Saphique de Liane de Pougy, les poèmes de Renée Vivien, les épigrammes de Barney, les poèmes et les ouvrages de Stein. Laure Murat note que, bien que ces publications reprennent les codes établis au XIXe siècle (les romances lesbiennes finissent par la mort des héroïnes, lesbianisme pensé comme damnation), ces publications marquent une rupture ontologique car le lesbianisme n'est alors plus écrit par les hommes mais par les lesbiennes elles-mêmes.
Cette filiation n'empêche pas la radicalité du propos : les écrits de Barney, comme ceux de son amante Vivien, sont empreints de violentes critiques de l'hétérosexualité.
Radclyffe Hall passe également du temps à Paris dans le salon de Barney. Cette dernière aurait d'ailleurs servi de modèle à l'un des personnages du roman Le Puits de Solitude. Le premier roman lesbien à être publié en Espagne est Zezé (1909) d'Ángeles Vicente, dont la protagoniste est une chanteuse de couplet.

### 1915 à 1940: premier âge d'or
L'écrivaine japonaise Nobuko Yoshiya est une autrice importante du début du XXe siècle, écrivant des histoires à propos d'une intense histoire d'amour entre jeunes femmes. Ses écrits peuvent cependant se diffuser librement, car aucune des relations décrites n'est consommée.
En 1923, Elsa Gidlow, née en Angleterre, publie le premier volume de poésie ouvertement lesbienne aux États-Unis, intitulé On a Grey Thread,. En 1926, à New York, Eva Kotchever, née en Pologne, propriétaire du café lesbien Eve's Hangout de Greenwich Village, écrit le recueil Lesbian Love. Cet écrit sera l'une des causes de son emprisonnement, puis de son expulsion.

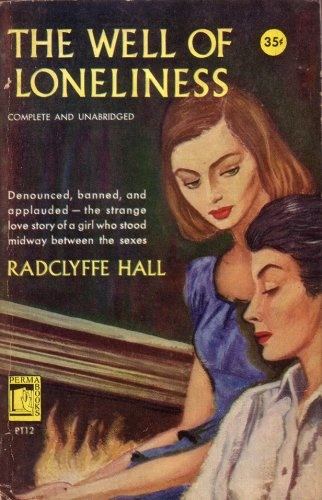
Le roman de Radclyffe Hall, en 1928 Le Puits de solitude rencontre des problèmes de censure aux États-Unis et au Royaume-Uni.

Le premier roman en langue anglaise reconnu comme ayant une thématique lesbienne est Le Puits de solitudes  Radclyffe Hall en 1928, qui sera interdit en Grande-Bretagne durant des décennies. Aux États-Unis, Le Puits de solitude parvient à éviter la censure légale à New York et devant le tribunal de commerce international des États-Unis,.
Virginia Woolf publie en 1928 Orlando, un roman racontant l'histoire d'un poète transgressant les normes de genres. Ce roman est inspiré par son amante, Vita Sackville-West, et est réexaminé dans les années 1970 comme un texte subversif lesbien,.
La plupart de la littérature américaine des années 1930, 1940 et du début des années 1950, présente la vie lesbienne comme une tragédie, se terminant par le suicide du personnage principal ou sa conversion à l'hétérosexualité. Ces fins tragiques sont requises par les autorités afin que le texte ne soit pas déclaré obscène. Ainsi The Stone Wall, une autobiographie lesbienne avec une fin malheureuse publiée en 1930 sous le pseudonyme de Marie Casal, est l'une des premières autobiographies lesbiennes.
Dès 1939, Frances V. Rummel, une éducatrice et enseignante de français au Stephens College, publie la première autobiographie explicitement lesbienne se terminant bien, dans laquelle deux femmes finissent heureuses ensemble, intitulé Diana: A Strange Autobiography. Cette autobiographie est publiée avec une note disant : « Les éditrices souhaitent qu'il soit expressément compris qu'il s'agit  d'une histoire vraie, la première de son genre dans le cadre d'une lecture publique ». Les critiques littéraires ont depuis décrit cette autobiographie comme une  « fiction ».
L'unique roman de Jane Bowles, Two Serious Ladies, publié en 1943, raconte l'histoire d'une romance entre une femme de la bourgeoisie et une prostituée dans un port panaméen.
La résistante Tereska Torrès, engagée à Londres dans les Forces françaises libres du Général de Gaulle publie ses souvenirs en 1950 dans Women's Barracks (Jeunes femmes en uniforme), témoignage de la vie des combattantes pendant la Seconde Guerre mondiale.
Sous l'Espagne franquiste, l'écrivaine Elena Fortún (1885-1952), spécialiste de littérature enfantine avec le personnage queer de la jeune Celia, censuré durant la dictature, écrit son roman autobiographique Oculto sendero, œuvre redécouverte aujourd'hui. Le roman évoque notamment sa relation avec Matilde Ras et l'organisation du cercle saphique de Madrid fondé par Victorina Durán.
Marie-Magdeleine Carbet (1902-1996)  écrivaine afro-martiniquaise écrit avec sa compagne poèmes, des histoires et des chansons sous le pseudonyme commun de Carbet, ce qui les a laissées libres d'explorer des sujets sensibles, habituellement interdits aux femmes, comme la sexualité.

### Années 1950 et 1960: la pulp fiction lesbienne

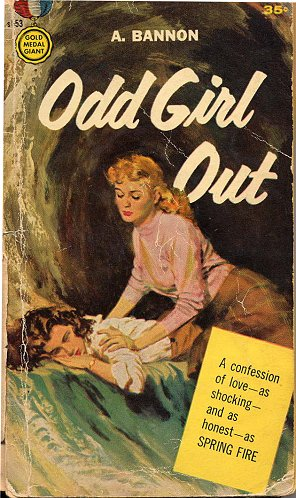
Le Lesbian pulp fiction, comme Odd Girl out d'Ann Bannon a été populaire pendant les années 1950 et 60.

La fiction lesbienne connait un développement phénoménal dans le monde anglo-saxon avec l'avènement du roman de type pulp fiction. Le Lesbian pulp fiction est devenu un genre de fiction dans les années 1950 et 1960, bien qu'un nombre important d'auteurs de ce genre soient des hommes utilisant soit un pseudonyme masculin, soit un nom de plume féminin. Une des autrices féminines de pulp fiction lesbienne, qui fait son coming out plus tard en tant que lesbienne, est Ann Bannon, autrice de la série de romans Beebo Brinker.
Le Prix du Sel de Patricia Highsmith, écrit en 1952 est considéré comme le premier roman lesbien avec une fin heureuse. Dans ce roman, en effet, les femmes lesbiennes ne font pas de dépression, ne sont pas confrontées à un avenir solitaire, et le roman ne se conclut pas par un suicide ou le retour à l'hétérosexualité. Le manuscrit est rejeté par l'éditeur de Highsmith, Harper & Brothers. Il se vend à près d'un million d'exemplaires,. En 1990, le roman est réédité par Bloomsbury sous le vrai nom de Patricia Highsmith, avec un nouveau titre, Carol.
Parallèlement à ce développement de la littérature lesbienne anglophone, la littérature francophone quant à elle subit un durcissement de la répression morale de l'homosexualité et donc du lesbianisme, qui provoque une plus faible publication que lors des années précédentes : Françoise Mallet-Joris écrit Rempart des béguines, Nicole Louvier Qui qu'en grogne et Irène Monesi, Althia.

### Fin des années 1960 et années 1970: la seconde vague féministe

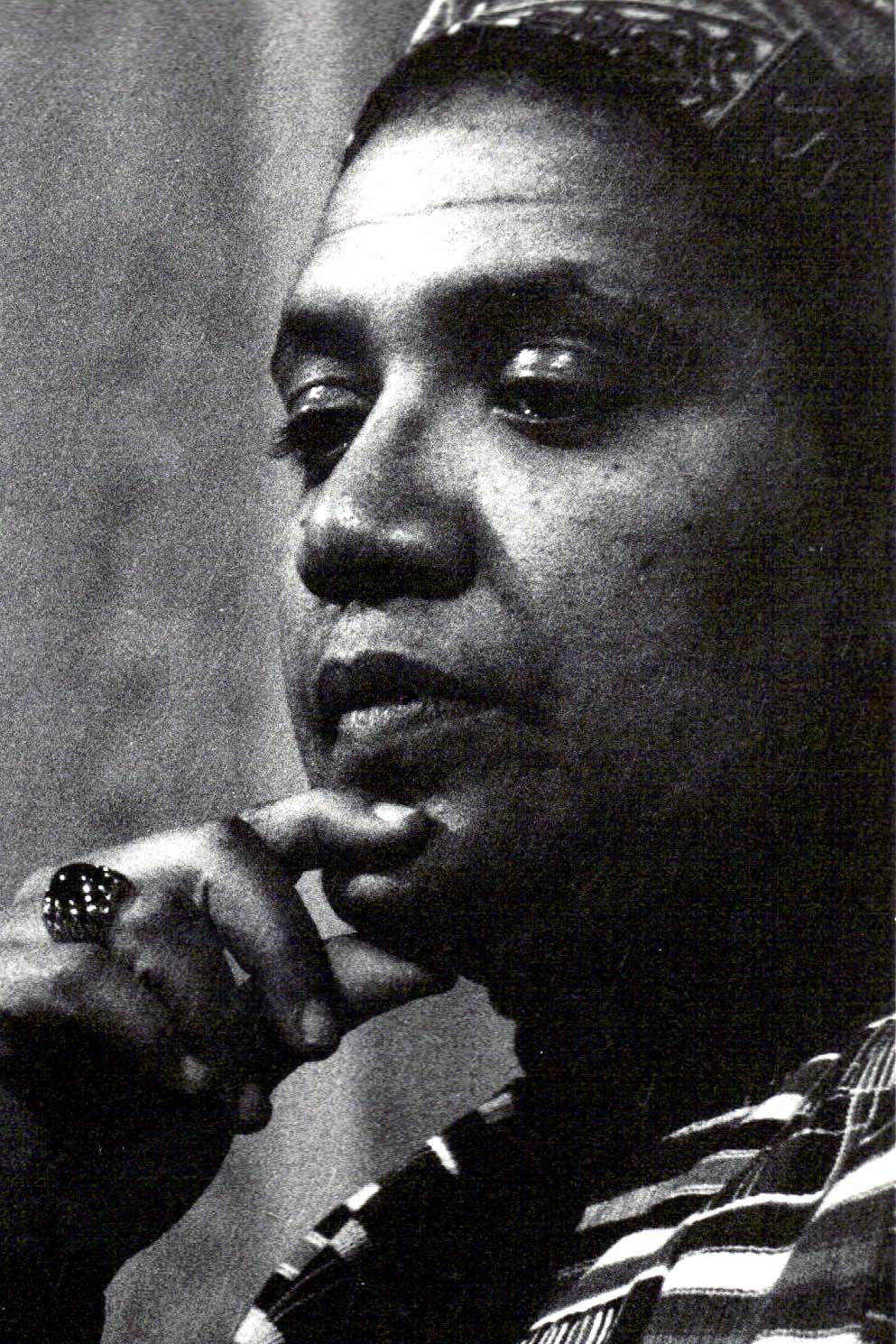
Lesbienne, féministe et womaniste Audre Lorde écrit plusieurs livres, entre les années 1960 et les années 1990.

Le mouvement féministe à la fin des années 1960 et au début des années 1970 et l'émergence du féminisme lesbien et du lesbianisme politique s'accompagne d'une littérature lesbienne plus politisée. L'écriture lesbienne se focalise sur la réponse à deux questions : prouver l'existence d'une littérature lesbienne, non pas comme catégorie essentialiste mais comme point de vue politique, et produire des écrits pensés comme des outils pour la libération des femmes.
Deux noms bouleversent radicalement la pensée lesbienne : Monique Wittig et Audre Lorde. De la publication de leurs discours des années 1970, respectivement La Pensée straight pour Wittig et Sister Outsider (en) pour Lorde, sont tirés les deux slogans les plus marquants de la pensée lesbienne : « Les lesbiennes ne sont pas des femmes », de Wittig, qui souligne la position unique des lesbiennes au sein du patriarcat, et en particulier comment elles échappent à l'hétérosexualité qui est la caractéristique principale de l'oppression des femmes, et « Les outils du maître ne démonteront jamais la maison du maître », de Lorde, qui jette les bases de l'intersectionnalité en montrant l'interrelation entre patriarcat et racisme et plus généralement les divisions de classe, de genre, de sexualité et d'âge afin de maintenir le statu quo et la nécessité pour les femmes de s'unir pour se libérer.
Cette radicalité se retrouve dans les œuvres de fiction : Wittig, qui publie en 1969 Les Guérillères et en 1973 Le Corps lesbien, établit les bases d'une mythologie purement lesbienne et est suivie par d'autres autrices, françaises et canadienne : Michèle Causse, Nicole Brossard, Jovette Marchessault et Louky Bersianik. Le Corps lesbien est novateur car première utilisation de « lesbien » dans un titre francophone, et dans un registre littéraire prestigieux plutôt que de la sous-littérature érotique. Pour Lorde, c'est la poésie avec Coal et l'autobiographie avec Zami : une nouvelle façon d'écrire mon nom ; outre la littérature lesbienne noire des États-Unis, sa filiation comprend d'autres lesbiennes de couleur, telles que Jewelle Gomez, Paula Gunn Allen, Cherrie Moraga, et Gloria Anzaldua.
De même, le roman de Joanna Russ's de 1975 L'Autre Moitié de l'homme décrit un univers alternatif habité uniquement par des lesbiennes.
En 1966, Violette Leduc publie Thérèse et Isabelle, un roman lesbien.
Durant les années 1960, Ida Erne rédige Autrement que les autres, publié à titre posthume en 2022 et traduit en français en 2024,. Partiellement autobiographique, il explore les vécus lesbiens dans les années 1950 en Suisse, sous un prisme positif, tout en incluant des problématiques telles que l'homophobie intériorisée et la situation économique et sociale des lesbiennes,.
En 1965, lors de la publication de son roman Mrs. Stevens Hears the Mermaids Singing, la romancière May Sarton craint que le fait d'écrire ouvertement sur le lesbianisme ne dévalorise son travail. Elle explique : « La peur de l'homosexualité est si grande qu'il a fallu du courage pour écrire Mrs. Stevens Hears the Mermaids Singing, pour écrire un roman sur une femme homosexuelle qui ne soit pas une maniaque du sexe, une ivrogne, une accro aux médicaments, ou répulsive d'un manière ou d'une autre, pour faire le portrait d'une homosexuelle qui ne soit ni pitoyable, ni dégoûtante, ni dénuée de sentiments… ».
La première romancière anglaise contemporaine à se présenter ouvertement comme une lesbienne est Maureen Duffy, dont le livre de 1966 Microcosm explore la sous-culture des bars lesbiens.
Un pionnier dans le roman autobiographique de cette époque est le roman picaresque de 1973 Molly Mélo (en) de Rita Mae Brown, qui devient un best-seller,.
Les années 1970 ont également vu l'avènement de maisons d'éditions féministes et LGBT telles que la Naiad Press, et de magazines littéraires comme  Sinister Wisdom et Conditions qui a publié des œuvres de lesbiennes. Adrienne Rich et Judy Grahn sont des poètes et essayistes importantes de l'époque. Patience and Sarah d'Alma Routsong, publié sous le nom de plume Isabel Miller en 1971, examine l'histoire d'une romance entre deux femmes du XIXe siècle dans un mariage de Boston.

### 1970 à 1985
Après la naissance d'une littérature explicitement gay et lesbienne dans les années 1970, les décennies suivantes voient  une augmentation de la production d'œuvres appartenant à ce genre. Tandis que les romans d'hommes gays sont davantage plébiscités et se situent souvent en milieu de liste des bestseller des principales maisons d'édition, la littérature lesbienne, dépendant de petites maisons d'édition, développe une audience limitée mais respectable. Dans les années 1980, avec l'avènement du féminisme pro-sexe, quelques revues littéraires lesbiennes commencent à se spécialiser dans des œuvres explicitement érotiques comme On our Backs, une référence  satirique au magazine féministe des années 1970 Off our backs.  En 1988, la création du prix Lambda Literary avec plusieurs catégories lesbiennes  contribue à augmenter la visibilité de la littérature LGBT.

### 1986 à 2000

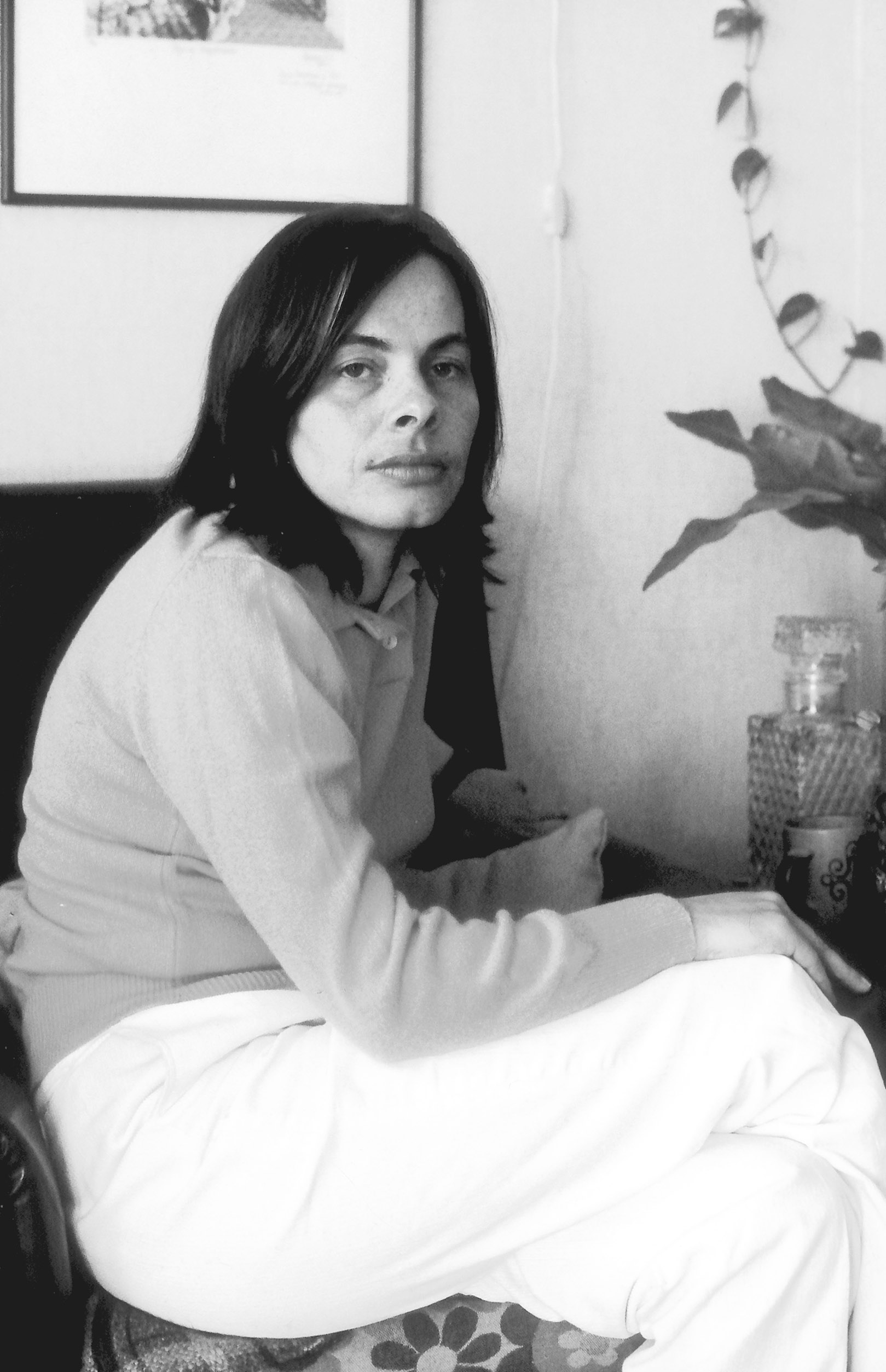
L'écrivaine uruguayenne Cristina Peri Rossi a écrit à propos de l'érotisme de relations lesbiennes.

Dans les années 1980 à 1990, la littérature lesbienne se  diversifie en plusieurs genres:  fantasy, mystère, science-fiction, romance, romans graphiques, et littérature pour jeunes adultes.
En Asie, à Singapour la dramaturge Eleanor Wong et l'écrivaine taïwanaise Qiu Miaojin ont écrit à propos des relations lesbiennes, tout comme les écrivaines chinoises Bai Lin et Chen Ran. Spinning Tropics de Aska Mochizuki, Beauté et tristesse de Yasunari Kawabata, Sables mouvants (卍 Manji) par Junichiro Tanizaki et Monde Réel de Natsuo Kirino sont des romans qui explorent l'amour lesbien au Japon.
Pendant ce temps, les romans de langue anglaise qui incluent des relations ou des personnages lesbiens continuent à susciter des prix nationaux et attirent l'acclamation de la critique, comme La Couleur pourpre (1982) d'Alice Walker, Bastard out of Carolina (1992) de Dorothy Allison, Les Heures (1998) de Michael Cunningham, Du bout des doigts (2002) de Sarah Waters et Lost and found (2006) de Carolyn Parkhurst,.

### XXIesiècle
Au XXIe siècle, la littérature lesbienne émerge comme un genre à part entière dans les pays de langue arabe, avec des romans, comme Ana Hiya Anti (Je suis toi) d'Elham Mansour, qui deviennent des best-sellers,,. Ce siècle apporte également plus d'attention à la littérature et les autrices africaines, telles que la romancière camerounaise Frieda Ekotto et l'écrivaine ghanéenne Ama Ata Aidoo,,.
L'influence du féminisme de la fin du XXe siècle, ainsi qu'une plus grande acceptation des œuvres LGBT au travail ont également été ressenties au Mexique, avec l'émergence des poétesses lesbiennes Nancy Cárdenas, Magaly Alabau, Mercedes Roffe, et d'autres. En Argentine et en Uruguay, Alejandra Pizarnik et Cristina Peri Rossi combinent érotisme lesbien et problématiques artistiques et socio-politiques dans leurs œuvres
Pour Babyji, sorti en 2006, la romancière indienne Abha Dawesar reçoit un prix Stonewall et un prix Lambda Literary.

## Par genre

### Poésie
- Txus García (1974-), poétesse catalane[56].
- Renée Vivien, poétesse britannique d'expression française

### Bandes dessinées, comics, mangas et romans graphiques

#### Comics, cartoons et romans graphiques
Comme pour la littérature lesbienne en général, la catégorie des comics lesbiens inclut à la fois des histoires graphiques produits par des femmes queers écrivant sur des femmes queers, mais aussi sur des histoires reçues comme telles par un public lesbien, tel que Locas de Jaime Hernandez.

##### Histoire

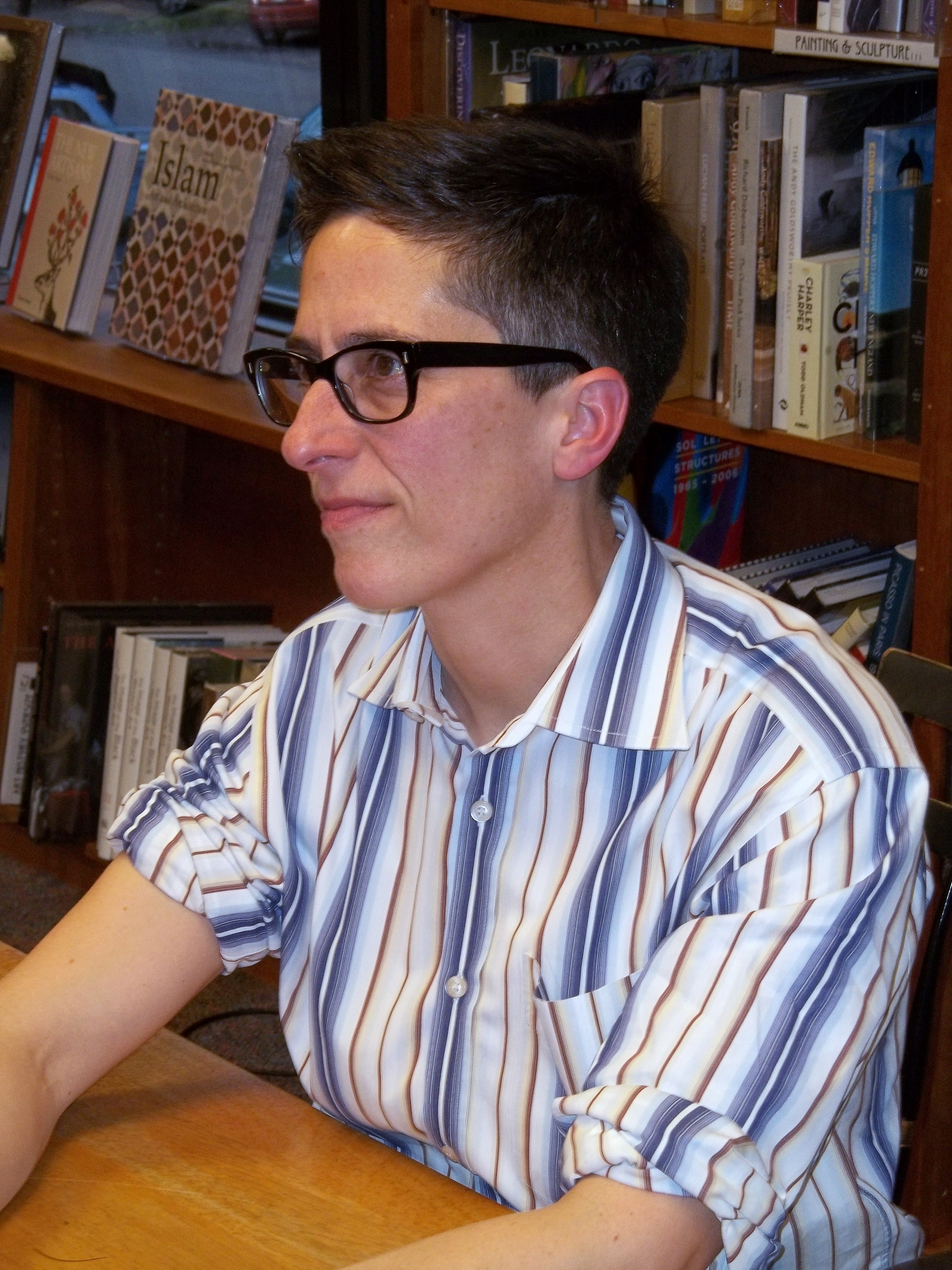
Alison Bechdel, primée pour ses dessins et ses romans graphiques, tels que Fun home, incarne la diversification croissante de la littérature lesbienne du XXIe siècle.

L'un des premiers comics lesbien est Sandy's Coming Out de Trina Robbins, publié dans Wimmen's Comix dans les années 1970. En 1973, à la suite de Wimmen's Comix, Mary Wings publie en autoédition Come Out Comix, qui raconte ses processus de coming in et coming out dans un style coloré et techniquement simple qui influence durablement les mouvements punk, anarcha-féministes, riot grrrl et plus généralement les queer comics. En 1980, Howard Cruse fonde Gay Comix (en), une série de comics dans laquelle interviennent des artistes LGBT et notamment, pour les lesbiennes, Mary Wings et Roberta Gregory. Ces publications restent underground  à cause du Comics Code Authority, organisation de régulation des comics aux États-Unis qui, jusqu'en 1989, interdit la représentation explicite de personnages gays et lesbiens.
Les Gay Comix ont une forte influence sur Alison Bechdel, qui écrit de 1983 à 2008 Lesbiennes à suivre, un monument majeur des comics lesbiens qui raconte la vie d'un groupe queer dans une ville moyenne américaine et est un témoignage majeur de la vie lesbienne américaine au tournant du XXIe siècle. Sa diffusion internationale en fait un objet d'union de la communauté lesbienne au-delà des États-Unis.
Les comics lesbiens de contreculture continuent à se développer pendant les années 1990 ; Diane DiMassa publie Hothead Paisan, une subversion du genre des superhéros où l'héroïne est une terroriste homicide lesbienne.
La publication de Fun Home en 2006 par Alison Bechdel marque un tournant dans les comics et romans graphiques lesbiens. La force de Bechdel est de montrer que le lesbianisme est central dans sa vie, sa manière de voir le monde et la manière dont le monde la perçoit. Cette augmentation de la popularité des comics lesbiens au début du XXIe siècle se fait alors que le média est fortement dominé par les hommes.
Outre Bechdel, les principales autrices étatsuniennes de comics lesbiens sont Jennifer Camper, Nicole J. Georges, Sarah Leavitt, Diane DiMassa, Erika Moen (en), Ariel Schrag (en) et Mariko Tamaki. En-dehors des États-Unis, les autrices ayant une reconnaissance internationale sont les cartoonistes israélienne Ilana Zeffren (he)et allemande Katrin Kremmler. Kremmler est l'autrice notamment de Dykes on Dykes, un cartoon lesbien publié d'avoir de manière interactive en ligne avant d'être imprimé.

##### Analyse
La critique littéraire Hillary Chute remarque que la complexité visuelle permise par le roman graphique fait qu'il rend possible l'expression de l'indicible, l'invisible et l'inaudible, thèmes fortement liés à l'expression du lesbianisme.

#### Yuri
Le yuri, aussi appelé girls' love, désigne dans la culture populaire japonaise un genre d’œuvres de fiction centré sur les relations intimes entre femmes, qu'elles soient émotionnelles, sentimentales ou encore sexuelles. Le yuri est perçu comme l'héritier du esu (エス), un genre littéraire féminin du Japon du début du XXe siècle, avec lequel il partage de très nombreux points communs. Le yuri en tant que tel apparait au tout début des années 1970 dans les shōjo mangas, avant de s'étendre au fil des décennies à toutes les démographies du manga puis à d'autres types de média que le manga.
Historiquement et thématiquement lié au shōjo manga, le yuri s'est, depuis son apparition au début des années 1970, étendu à toutes les cibles démographiques du manga. Il existe quelques tendances générales dans les thématiques abordées :

Les shōjo optent pour des mondes fantaisistes voire irréels avec des sentiments forts qui peuvent tourner à « l'obsession malsaine » et une idéalisation de la figure de la « fille prince charmant » tandis que les josei se veulent plus réalistes en traitant des problèmes que rencontrent les couples féminins de même sexe. Les shōnen et seinen utilisent quant à eux le yuri pour mettre en scène des romances légères entre les deux figures de la « jeune fille innocente » et de la « prédatrice lesbienne ». Toutefois, la plupart des magazines de prépublication dédiés exclusivement au yuri ne suivent aucune démographie. Ainsi, on peut y trouver un manga qui traite d'une romance innocente entre deux adolescentes auquel succède un manga explicitement sexuel.

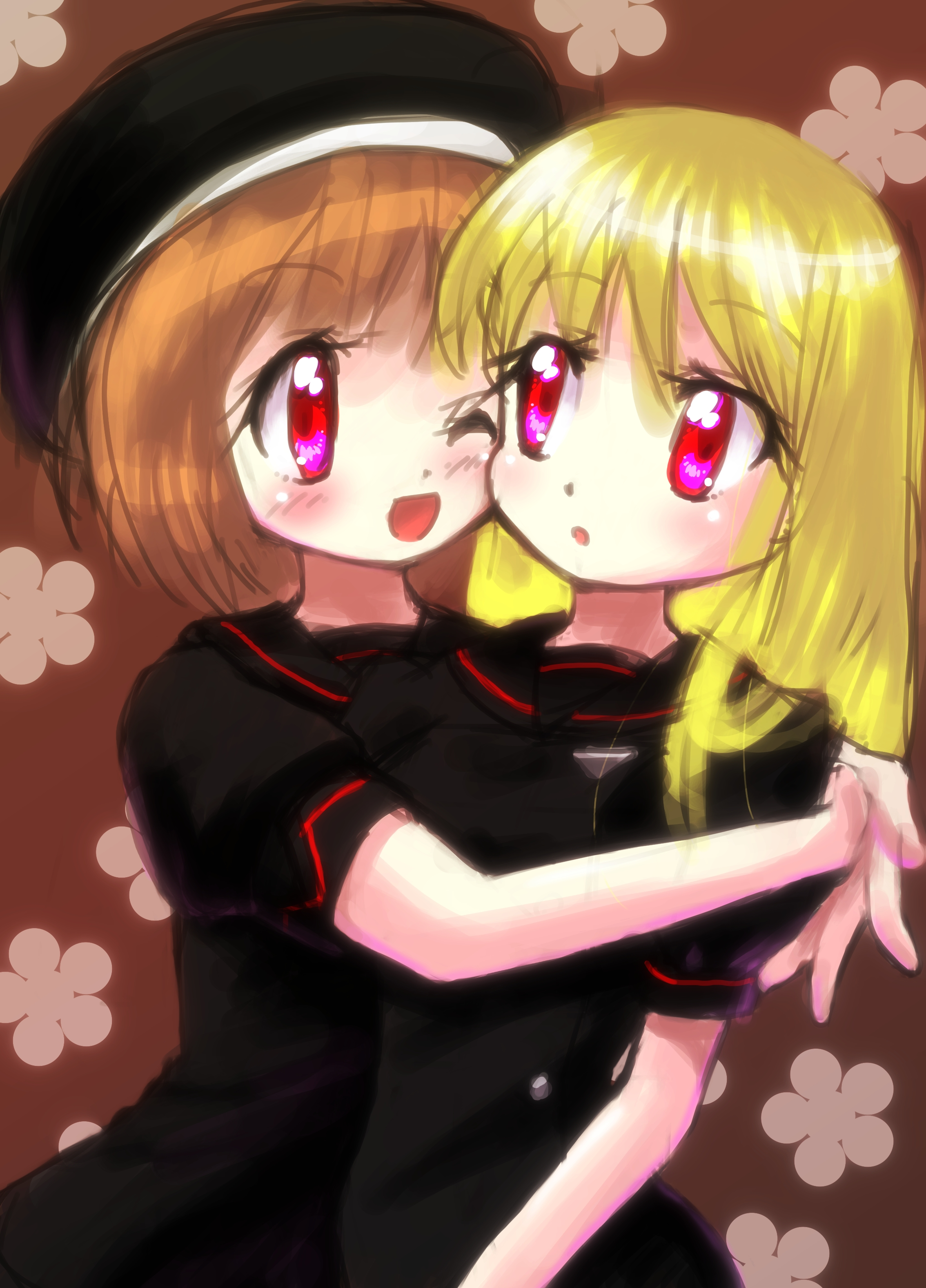
Les relations entre élèves d'établissement scolaire sont l'un des thèmes récurrents du yuri.

Contrairement à son alter ego yaoi où les représentations graphiques et explicites du rapport sexuel entre hommes sont courantes, elles sont bien plus rares dans le monde du yuri. La majorité de ces œuvres ne vont pas plus loin que les baisers ou la caresse des seins, l'accent étant mis sur la « connexion spirituelle entre femmes ».
Pour l'autrice Rica Takashima, les fans de yuri occidentaux ne sont pas les mêmes et ne recherchent pas la même chose que les fans japonais, ceci pour des raisons culturelles. Selon elle, les Occidentaux s'attendent à trouver dans le yuri des « filles mignonnes qui s'embrassent » quand les Japonais préfèrent « lire entre les lignes et chercher des indices subtils avec lesquels ils vont élaborer de vastes tapisseries à l'aide de leur imagination ». Cela explique une certaine différence de traitement des œuvres ; par exemple en Occident Sailor Moon est un magical girl avec quelques éléments yuri, cependant qu'au Japon il est considéré comme un « monument du genre » par les magazines yuri. En effet, les relations entre les différentes sailors sont suffisamment ambiguës pour laisser l'imagination faire son travail et créer de nombreux couples imaginaires. Verena Maser, spécialiste du Japon, dit que Sailor Moon est ainsi « devenu un yuri » même s'il n'a pas été créé en ce sens ; il est généralement considéré que ce sont les fans, plus que les éditeurs, qui font d'une œuvre un yuri,.
C'est sur ce point que Verena Maser voit la principale différence entre les fictions yuri et les fictions lesbiennes : les fictions lesbiennes s'intéressent généralement au processus d'auto-identification et d'affirmation des protagonistes en tant que lesbiennes ou bisexuelles quand le yuri s'appuie essentiellement sur les non-dits et la subjectivité.

### Littératures de l'imaginaire

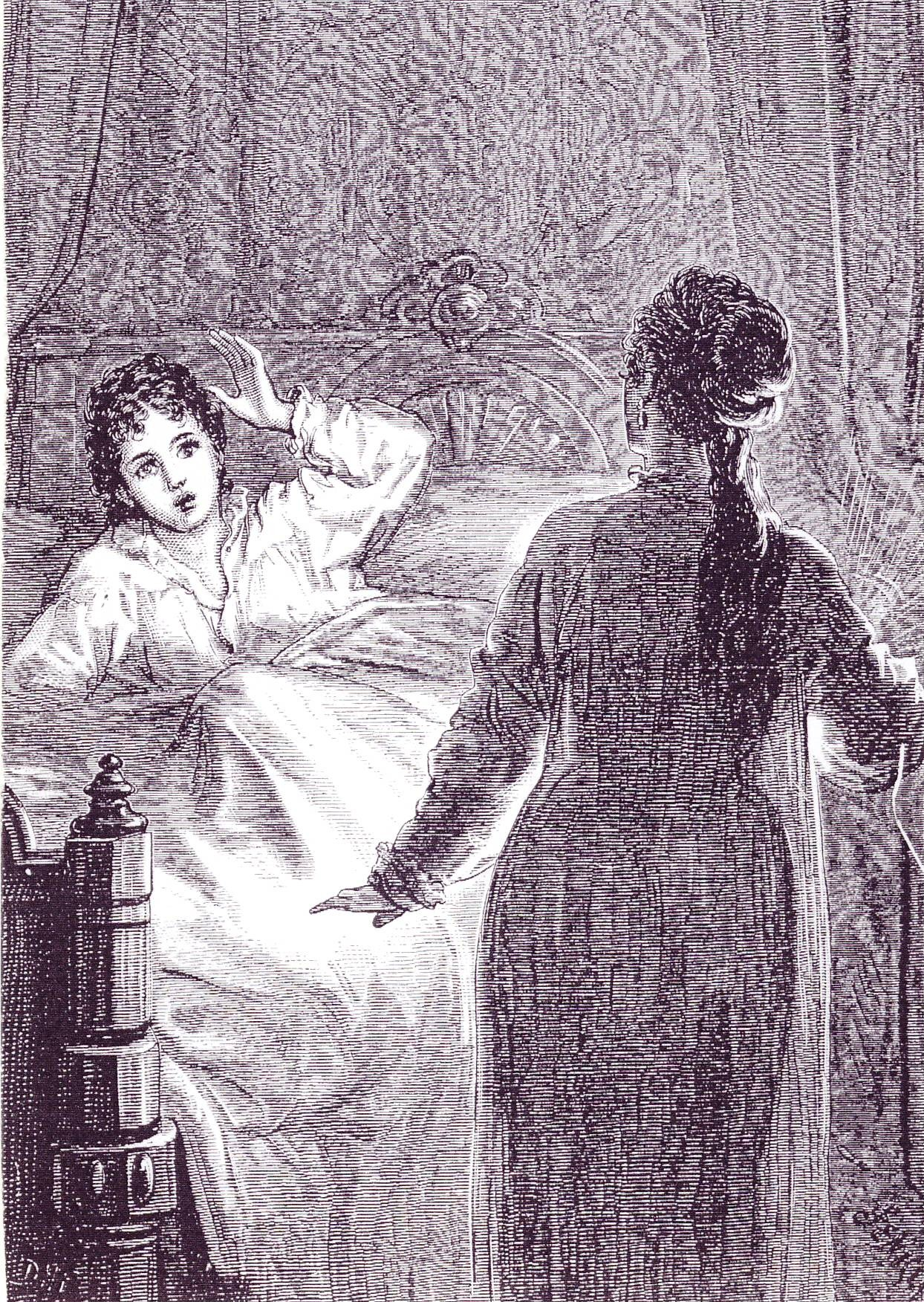
Illustration de 1872 pour Carmilla

Les littératures de l'imaginaire, par leur écart au réel, échappent aux contraintes, de conventions, et permettent le création du récit lesbien.
Ces littératures intègrent dès leurs origines des relations entre femmes ; au XIXe siècle, le modèle suivi correspond au couple monstre séductrice / innocente victime, en particulier vampire/humaine, tels que Christabel de Samuel Coleridge ou Carmilla de Joseph Sheridan Le Fanu. Dans ce genre où le lesbianisme est prétexte soit à l'expression d'angoisses masculines quant à la puissance des femmes, forcément monstrueuses, soit comme élément d'un refus de la féminité douce et soumis, des autrices lesbiennes parviennent à subvertir ces récits : ainsi, Lizzie Crowdagger, dans Une autobiographie transsexuelle (avec des vampires), refuse de tuer ses personnages lesbiens et trans, et utilise plutôt le vampirisme comme métaphore du lesbianisme comme vie surnaturelle et collective, en opposition à la vie normale et hétérosexuelle.
Au cours des années 1970, la littérature de l'imaginaire française, a fortiori lesbienne, souffre de la concurrence des publications américaines, les maisons d'édition préférant miser sur des traductions, notamment de Joanna Russ et Elizabeth A. Lynn, plutôt que des autrices françaises, à l'exception de Monique Wittig ou Cathy Bernheim.
À partir des années 1990, avec une intensification à partir des années 2010 se développe à la fois la production et la visibilité des œuvres de l'imaginaire à thématique LGBTI, et notamment lesbiennes, et ce grâce au travail conjoint de maisons d'éditions spécialisées, telles que L'Oxymore fondée par Léa Silhol, les conventions spécifiquement LGBTI ou les plateformes sur internet. Cette évolution correspond à la fois à une banalisation du lesbianisme dans le récit, dans lesquelles les héroïnes sont en relation lesbienne, mais où propos et l'intrigue de l'œuvre sont ailleurs, mais aussi au maintien d'histoire mettant en scène le besoin urgent d'une révolution féministe dont les lesbiennes seraient l'avant-garde, tels que montrés dans Viendra le temps du feu de Wendy Delorme, Chromoville de Joëlle Wintrebert ou Susto de luvan.
S'il a existé au sein des littératures de l'imaginaire une opposition entre science fiction et fantasy, incarnée au sein de la littérature lesbienne francophone par d'un côté Michèle Causse et de l'autre Monique Wittig et dans laquelle la science fiction est tournée vers le futur tandis que la fantasy comble le manque d'une histoire lesbienne par la création de nouveaux mythes, la chercheuse en littérature Manon Berthier y voit plutôt une différence de degrés où dans tous les cas, le but recherché est de dénaturaliser l'oppression patriarcale et lesbophobe.

### Littérature jeunesse

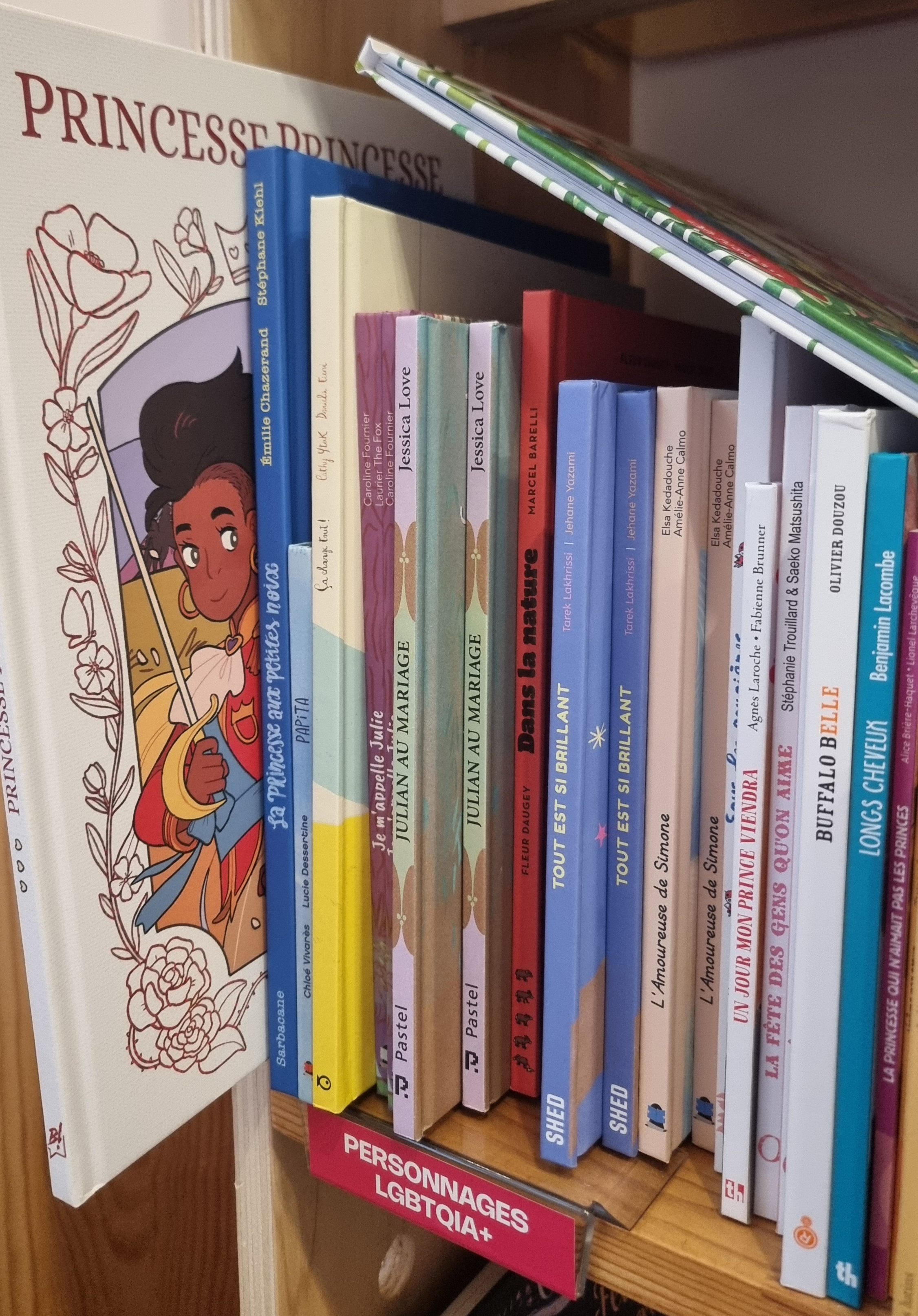
Rayon de littérature LGBTQIA+ jeunesse à la librairie Violette and Co en juin 2024

#### Petites filles lesbiennes
En 1956, Flammarion jeunesse publie Poulerousse, dans laquelle Poulerousse la poule est sauvée par une tourterelle avant de vivre avec elle.
Le premier personnage de petite fille lesbienne figurant dans un album jeunesse en France, en Italie et en Espagne, date de 1977 et du travail d'Adela Turin dans Camélia et Capucine, dans lequel la princesse Camélia échappe au mariage que ses parents lui imposent pour aller vivre en marge de la société avec Capucine. En 2022 sort La Belle et la Bête d'Anne-Fleur Multon et Célia Housset, où la Belle part tuer la Bête, avant de réaliser que celle-ci héberge dans sa bibliothèque des jeunes filles cherchant à échapper au mariage et à tomber amoureuse de la Bête, qui se révèle être « une somptueuse dame ».
Les personnages de lesbiennes sont très majoritairement des princesses, fées et chevaleresses. La chercheuse Sarah Ghelam note que cantonner la représentation lesbienne au merveilleux rend plus difficile l'identification des jeunes lectrices, qui auront plus de mal à envisager le lesbianisme comme une possibilité s'appliquant aussi à elles.

#### Lesboparentalité
Début 2024 en France, 33 albums jeunesse figurent des personnages en relation lesbienne, dont le tiers sous forme de famille lesboparentale. Les premiers, en 1999, puis 2012, le font sous forme d'animaux anthropomorphes montrant diverserses configurations familiales comprenant un exemple de mères lesbiennes. L'une des difficultés de repréentation de la lesboparentalité via des animaux anthropomorphes vient que les animaux neutres servent à représenter des personnages masculins tandis que ceux féminins le sont via des marqueurs de féminité tels que les flots dans les cheveux. Ainsi, ces conventions rendent difficiles de rendre la grande variabilité de la mode lesbienne et de figurer des lesbiennes butch.
La première représentation d'une famille lesboparentale humaine vient après le vote du mariage pour tous, à l'initiative d'une association de lutte contre l'homophobie, ALHERT (Agir et Lutter contre l'Homophobie par une Éducation au Respect de Tous) ; celui-ci est conçu comme un outil pédagogique visant à lutter contre l'homophobie des enfants, et présente ainsi la lesboparentalité non pas comme banale mais comme une « différence à accepter ».
Plusieurs albums portent spécifiquement sur des familles lesboparentales ; les premiers d'entre eux, Jean a deux mamans, sort en 2004, et plaque une représentation hétérocentrée sur le couple lesbien, des louves anthropomorphes. L'album Mes deux mamans, sorti en 2021, représente une fille de lesbiennes qui doit réagir à une question lesbophobe ; Sarah Ghelam remarque que, si faire figurer la lesbophobie peut avoir un intérêt pédagogique, cela a aussi pour effet d'exclure les familles lesboparentales du public de l'album.

### Fiction pour jeune adulte

#### Années 1970
Dans Ruby (1976) de Rosa Guy, le personnage principal est une jeune femme originaire des Caraïbes. Le roman décrit sa relation avec une autre jeune fille.
On trouve également à cette époque des romans pour jeunes adultes avec des personnages de lesbiennes comme Happy Endings Are All Alike (1978) de Sandra Scoppettone. Selon l'autrice : « Je n'ai presque pas été interviewée et quand je l'ai été ce n'était pas positif ». À l'opposé, le roman de Scoppettone à propos des garçons gays est mieux reçu.
Un des thèmes fréquemment abordé dans les livres publiés au cours des années 1970 est l'idée que l'homosexualité serait une « phase », ou qu'il n'existe pas de fin heureuse pour les lesbiennes, et qu'elles mènent généralement une vie difficile.

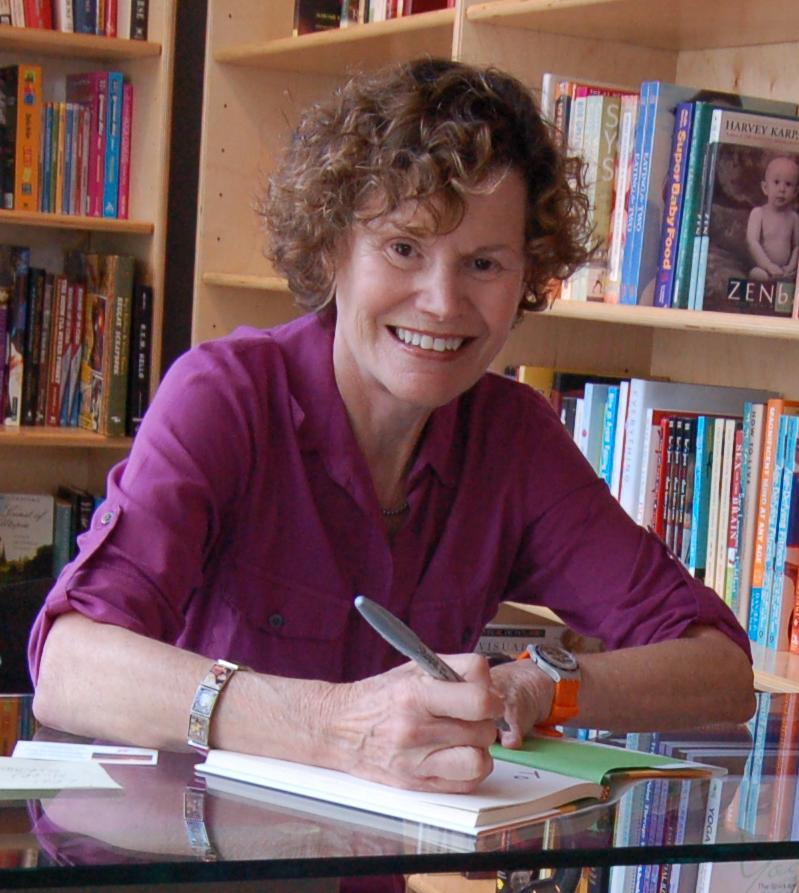
Judy Blume

La School Library Journal rapporte :
« Durant les années 1970 il y avait en moyenne un livre par année publié sur le thème LGBTIQ. Bien que ces livres précurseurs soient bien écrits et aient des critiques positives, les personnages gays étaient au mieux secondaires ou attirés par le personnage principal hétéro et au pire des victimes faisant face à la violence, les injures ou la mort (les accidents de voitures étant la norme). Les jeunes personnages se questionnant sur leur orientation homosexuelle avec inquiétude concluaient invariablement que leur attirance pour les personnes du même sexe était une phase temporaire dans leur périple les menant vers leur maturité sexuelle d'adultes hétéros. »
Judy Blume est souvent citée en tant que catalyseure dans les années 1970 œuvrant pour inclure davantage de sujets considérés comme tabous (comme l'homosexualité) dans la littérature pour enfants.
Marion Zimmer Bradley a longuement développé les relations de genre dans un cycle de science-fiction-fantasy, Ténébreuse, publié de 1962 à 1999, où les femmes doivent conquérir leur indépendance et chercher leur vraie personnalité, lesbienne, neutre ou hétérosexuelle, notamment à travers la communauté des Amazones libres.

#### Années 1980
Annie on my mind (1982) de Nancy Garden raconte l'histoire de deux jeunes filles du secondaire qui tombent amoureuses. Le roman qui est toujours publié dans les années 2000 constitue un pas en avant sur le sujet de l'homosexualité dans la littérature pour jeunes adultes.
Il est publié dans une édition reliée et par l'une des grandes maisons d'édition. Dans le livre, l'homosexualité est perçue comme quelque chose de permanent et méritant d'être exploré, et non pas une notion « fixe ».
Dans le Kansas, un ministre de culte préside un bûcher public pour brûler Annie on my mind à la suite d'une controverse après que ce dernier fut donné à la bibliothèque d'une école.

#### Années 1990
Au cours de cette décennie, le nombre de romans publiés sur le thème du lesbianisme pour les jeunes adultes augmente. Nancy Garden publie deux romans avec des personnages de lesbiennes Lark in the Morning (1991) et Good Moon Rising, et reçoit des critiques positives, les livres se vendant également bien. En 1994, M. E. Kerr publie Deliver Us From Evie, à propos d'un garçon qui a une sœur lesbienne, bien reçu par le public. D'autres livres publiés au cours de cette décennie comprennent Dive (1996) de Stacey Donovan, The Necessary Hunger (1997) de Nina Revoyr, The House You Pass On the Way (1997) de Jacqueline Woodson, Girl Walking Backwards (1998) de Bett Williams (visant au départ un public de jeunes adultes mais qui devient très populaire parmi les adolescents), Hard Love (1999) de Ellen Wittlinger et Dare Truth or Promise (1999) de Paula Boock.

#### Depuis 2000

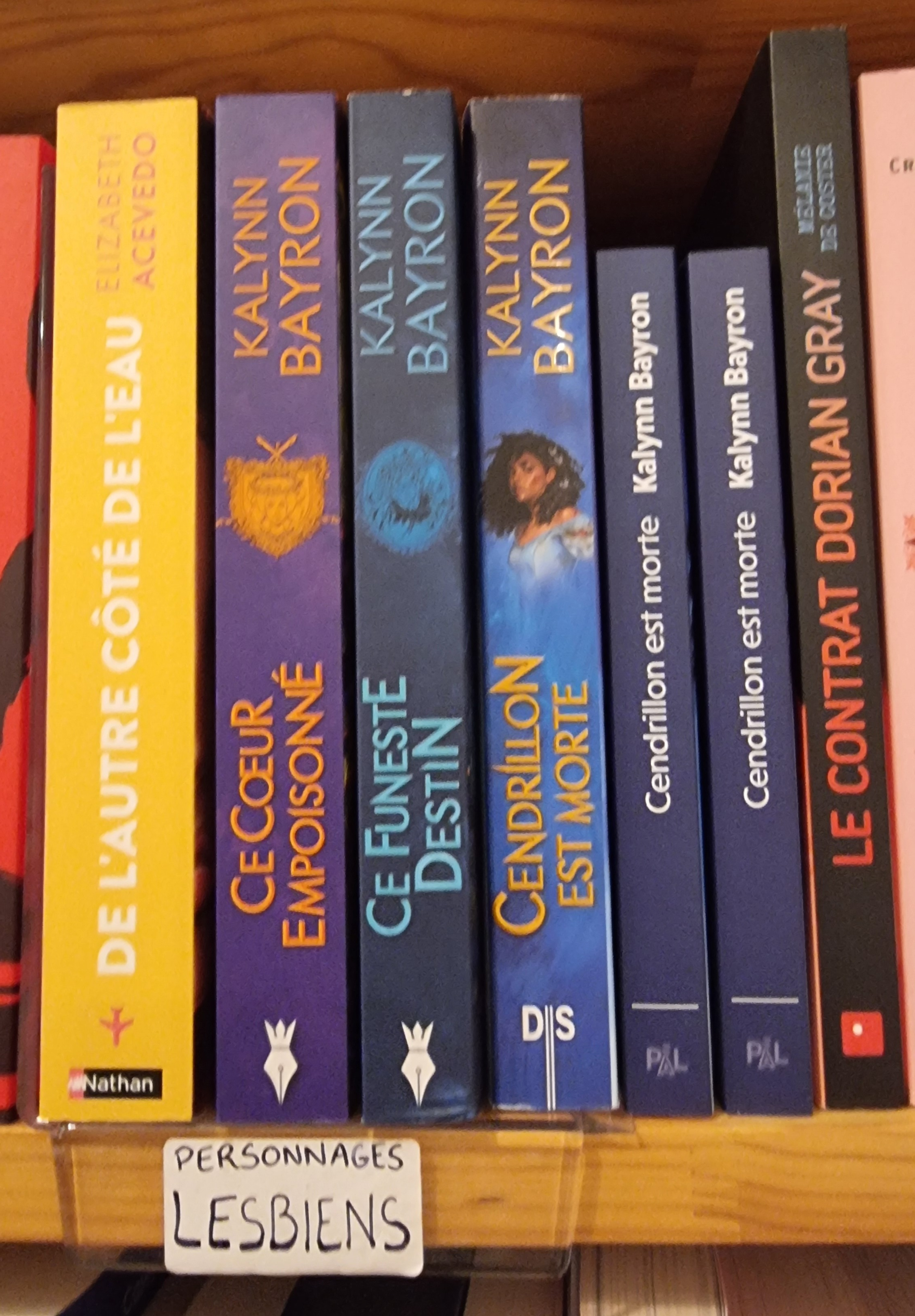
Rayon littérature lesbienne jeune adulte à Violette and Co en juin 2024

Les années 1990 marquent un tournant dans les romans pour jeunes adultes, romans qui explorent la thématique lesbienne, et depuis l'année 2000, un flot de ces livres  arrive sur le marché. L'attitude du public envers les thématiques lesbiennes est plus positive et les thèmes lesbiens sont mieux acceptés.
En 2000, le School Library Journal inclut Annie on my mind, dans sa liste des 100 livres les plus influents du XXe siècle-
Dans le passé, la plupart des livres dépeignent les personnes homosexuelles comme « vivant une vie isolée, en marge de la réalité dans une communauté étonnement active. » Par la suite, les livres montrent des personnages gays moins stigmatisés et séparés.
Le roman populaire pour jeunes adultes de 2012, The Miseducation of Cameron Post d'Emily M. Danforth, raconte l'histoire d'une fille de 12 ans envoyée dans un camp afin de suivre une thérapie de conversion dans le Montana. En 2016, débute le tournage d'une adaptation cinématographique du livre.
Il y a moins de livres concernant l'homosexualité féminine que l'homosexualité masculine. Malgré le fait que la disponibilité des livres pour les adolescentes sur les thèmes lesbiens et bisexuels se soit accrue depuis les années 1960, des livres comprenant des personnages qui ne soient pas uniquement blancs sont toujours difficiles à trouver.

### Fanfictions
Dans le milieu de la fanfiction, les relations lesbiennes sont connues sous le terme de femslash ; des communautés de fans lesbiennes, frustrées du manque et de la mauvaise représentation dans la fiction cinématographique et télévisuelles qu'elles consomment. Les couples les plus populaires sont Xena/Gabrielle, de Xena la guerrière, Buffy/Faith, de Buffy contre les vampires, Waverly Earp/Nicole Haught de Wynonna Earp., Callie/Arizona de Grey's Anatomy et Clark/Lexa de The 100. Le choix se porte sur des personnages féminins forts, comme ceux cités, mais aussi ceux auxquels les lesbiennes s'identifient.

## Autour de la littérature

### Éditions

#### Éditions lesbiennes, gaies et lesbiennes, LGBT
Jusqu'à la fin du XXe siècle récemment, la littérature lesbienne était centrée autour de plusieurs maisons d'éditions exclusivement lesbiennes, ainsi que les « fandoms », blogs de fans en ligne. Toutefois, depuis le début du millénaire, nombre de maisons d'édition lesbiennes ont commencé à inclure les œuvres d'hommes et de femmes trans, de voix bisexuelles et gays et des œuvres queers non reprises par les maisons d'éditions dominantes. De plus, les romans comportant des personnages et des thèmes lesbiens sont mieux acceptés dans l'édition dite mainstream.

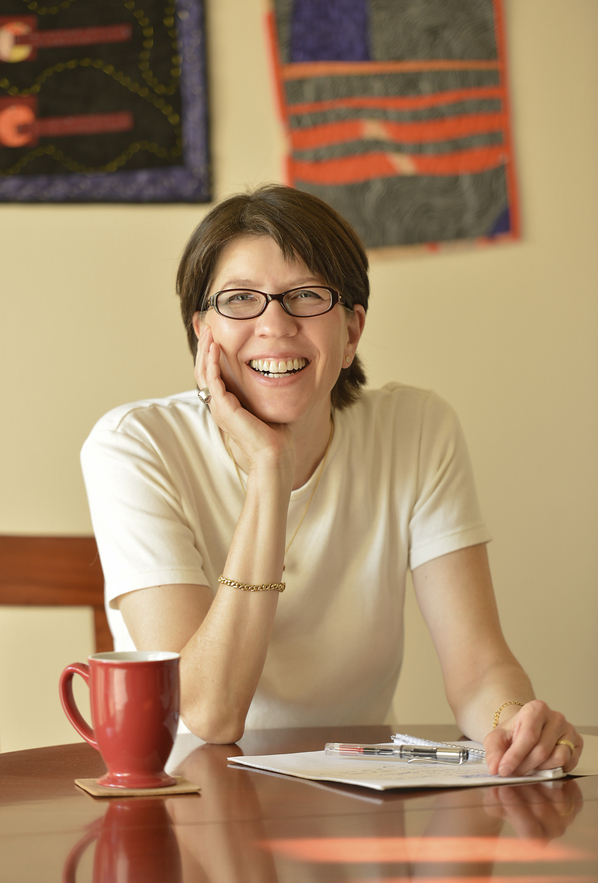
Alyson Livres publie une série de romans policiers d'Elizabeth Sims (sur la photo).

La première maison d'édition lesbienne consacrée à la publication de livres lesbiens et féministes est Daughters, Inc à Plainfield, dans le Vermont, qui publie Rubyfruit Jungle de Rita Mae Brown en 1973. Naiad Press suit qui publie la romance  lesbienne Curious wine de Katherine V. Forrest et de nombreux autres livres. La maison d'édition ferme en 2003 après 31 ans d'existence. La cofondatrice Barbara Grier transmet ses livres et l'exploitation à une nouvelle maison d'édition Bella Books. Créée en 2001, Bella Books acquiert le catalogue de Naïad Press, y compris la majorité des œuvres de Jane Règle et toutes les œuvres de Karin Kallmaker. Leur catalogue comprend plus de 300 titres de romance lesbienne, roman policier lesbien et érotisme lesbien. 
Parmi les premières maisons d'édition on compte Spinsters Ink (vendue à plusieurs rerprises et maintenant intégrée à Bella Books), Rising Tide Press, Crossing Press, Kitchen Table Press, et New Victoria. Dans de nombreux cas, ces maisons d'éditions sont dirigées par les autrices qui publient leurs livres via leur propre maison d'édition, comme Barbara Wilson au Da Capo Press, qui fait partie ensuite de Perseus Books Group, et Joan Drury chez Spinsters Ink.
Les plus grandes maisons de presse des années 2000 de fictions lesbiennes sont Bella Books, Bold Strokes Books, and Regal Crest Enterprises. Bold Strokes Book, créée en 2005, publie des romans policiers gays lesbiens et masculins, des thrillers, de la science-fiction, des romans d'aventure, et d'autres livres de genre LGBTIQ. Le catalogue comprend 130 titres. Regal Crest Enterprises, créée en 1999, a un catalogue de plus de 150 œuvres, et publie des romances lesbiennes, des policiers, des livres érotiques, de la science-fiction, du fantasy et des sagas. Alyson Books se spécialise dans les autrices et auteurs LGBTIQ et dispose d'un certain nombre de titres lesbiens.
Les maisons d'éditions plus petites comprennent Bedazzled Ink, Bywater Books, Intaglio Publications, Sapphire Books Publishing, Supposed Crimes, Ylva Publishing et Ylva de publishing. Certaines maisons d'édition féminines publient également des fictions lesbiennes de la fiction, comme Firebrand Books and Virago Press.

#### Éditeurs non-spécialisés
Les éditeurs non-spécialisés ne mettent généralement pas en avant le caractère lesbien de la littérature qu'ils publient : l'écrivaine lesbienne Paula Dumont cite en exemple les œuvres de Mireille Best, dont l'éditeur Gallimard ne met pas en avant le caractère lesbien. Pour elle, les éditeurs font ce choix car ils pensent qu'indiquer qu'un récit parle de lesbianisme ferait fuir le lectorat hétérosexuel, et que le lectorat lesbien n'est pas assez riche pour permettre à lui seul de rendre un livre viable économiquement.

### Revues
La première revue francophone spécialisée dans la littérature lesbienne est Vlasta, fondée en avril 1983 par un collectif franco-québecquois,,.

## Rapports à la littérature lesbienne

### Des lesbiennes
Dans Lettre à l'Amazone, méditation poétique adressée à Natalie Clifford Barney et à Sappho, Marina Tsetaeva souligne le rôle de la littérature lesbienne comme d'un espace mettant en lumière la « communion de destins » existant entre les lesbiennes.
Paula Dumont souligne que la littérature lesbienne se diffuse difficilement au sein de la communauté lesbienne en raison de la frilosité des maisons d'édition d'identifier la littérature qu'elles publient comme tel ; Suzette Robichon abonde dans ce genre, décrivant la recherche d'une littérature lesbienne comme d'une forme de chasse au trésor. Dans l'émission Gouinement Lundi consacrée à la littérature lesbienne, universitaires travaillant sur la littérature lesbienne et gérante de la librairie lesbienne Violette and Co discutent de comment décrypter les 4e de couverture pour y trouver les romans lesbiens.
La chercheuse Mélanie Bourdaa relève que les communautés lesbiennes de fanfiction, où chacune peut être tour à tour autrice et lectrices, sont très soudées, avec un fort sentiment d'appartenance liée à la pratique commune de la fanfiction.
Dans la seconde moitié du XXe siècle, la littérature lesbienne se diffuse et s'écrit dans les revues lesbiennes, telles que, pour la francophonie, Vlasta ou Lesbia magazine. Le XXIe siècle voit les lesbiennes utiliser internet, en particulier les réseaux sociaux (Twitter, Instagram) et les blogs de lecture, afin de valoriser la littérature lesbienne.

### Des écrivaines
Des écrivaines ouvertement lesbiennes considèrent que caractériser leurs écrits comme relevant de la littérature lesbienne est réducteur : Jocelyne François, par exemple, craint qu'avoir ses œuvres caractérisées comme de la littérature lesbienne c'est, d'une part, les retirer de la littérature globale et, d'autre part, risquer d'en limiter la portée, leur réception en tant que récit lesbien passant selon elle derrière le travail textuel en lui-même.
Comme la littérature comprenant les personnages et des relations lesbiennes est mieux acceptée dans le courant dominant de la société Occidentale, certains écrivains et critiques littéraires interrogent le fait qu'il y ai une catégorie distincte pour la littérature lesbienne. « Je n'ai jamais compris pourquoi la fiction hétéro est censée être pour tout le monde, mais quoi que ce soit incluant un personnage gay ou qui comprenne une expérience gay est seulement pour les queers » indique Jeanette Winterson, auteur du best-seller de 1985 roman Oranges are not the only fruits.

## Caractéristiques de la littérature lesbienne

### Motifs littéraires

#### L'eau comme métaphore du désir lesbien et du corps des amantes
Marta Segarra relève, en particulier chez Renée Vivien, Lucie Delarue-Mardrus et Colette, une omniprésence de la métaphore de l'eau, et notamment de la mer, pour désigner à la fois le corps des amantes et, de manière plus abstraite, le désir lesbien.

#### Écriture de l'érotisme
Plusieurs tendances de fonds existent quant à l'écriture de l'érotisme en littérature lesbienne : d'un côté, certaines autrices, en particulier jusqu'aux années 1970, décrivent une sexualité que la chercheuse Aurore Turbiau qualifie de « tendre et mutine », tandis que d'autres, telles que Renée Vivien, Lucie Delarue-Mardrus, Violette Leduc ou Monique Wittig écrivent une sexualité empreinte de violence et de cannibalisme.

### Par communauté linguistique

#### Espagnol
Le premier roman lesbien publié en Espagne est Zezé (1909) d'Ángeles Vicente, traduit en italien en 2025.
L'écrivaine Elena Fortún aborde, quelques années plus tard, le thème du lesbianisme dans son roman  Oscuro sendero [évasif].
Dans son roman Acrópolis de 1984, Rosa Chacel évoque notamment le Cercle saphique de Madrid.

### Par genre

#### Romance
Les œuvres de romance sont souvent dénigrées, et la romance lesbienne n'échappe pas à cette règle ; en France, ce sont essentiellement des maisons d'éditions spécialisées, soit lesbiennes, soit LGBT+, telles que KTM éditions, Dans l'Engrenage ou Reines de Cœur, qui publient de la romance lesbienne.

## Œuvres notables
- Zezé, Ángeles Vicente (1909)[12]
- Le Puits de solitude, Radclyffe Hall (1928)
- Le Bois de la nuit, Djuna Barnes (1936)
- The Price of Salt, Patricia Highsmith (1952) – aka Carol (1990)
- Spring Fire, Vin Packer (1952)
- Rempart des Béguines, Françoise Mallet-Joris (1952)
- Thérèse et Isabelle, Violette Leduc (1954-1966-2000)
- Ravages, Violette Leduc (1955-2023)
- Chocolates for Breakfast, Pamela Moore (author) (1957)
- The Beebo Brinker Chronicles, Ann Bannon (1957–1962)
- Desert of the Heart, Jane Rule (1964)
- La Bâtarde, Violette Leduc (1964)
- Les Guérillères, Monique Wittig, (1969)
- Patience & Sarah, Isabel Miller (1971)
- Rubyfruit Jungle, Rita Mae Brown (1973)
- Annie on My Mind, Nancy Garden (1982)
- The Swashbuckler, Lee Lynch (1983)
- Oranges Are Not the Only Fruit, Jeanette Winterson (1985)
- Memory Board, Jane Rule (1985)
- Send My Roots Rain, Ibis Gómez-Vega (1991)
- Stone Butch Blues, Leslie Feinberg (1993)
- Along the Journey River, Carole LaFavor (1996)
- Memory Mambo, Achy Obejas (1996)
- Caresser le velours, Sarah Waters (1998)
- Du bout des doigts, Sarah Waters (2002)
- Garis Tepi Seorang Lesbian, Herlinatiens (2003)
- Southland, Nina Revoyr (2003)
- Sugar Rush, Julie Burchill (2004)
- Ash, Malinda Lo (2009)

## Autrices notables (par ordre alphabétique)
- Sarah Aldridge
- Ann Bannon
- Natalie Barney
- Becky Birtha
- Rita Mae Brown
- Julie Burchill
- Jessie Chandler
- Abha Dawesar
- Ellen DeGeneres
- Emma Donoghue
- Sarah Dreher
- Lillian Faderman
- Katherine V. Forrest
- Jocelyne François
- Elena Fortún
- Jeanne Galzy
- Nancy Garden
- Soph Galustian
- Alicia Gaspar de Alba
- Ibis Gómez-Vega
- Nicola Griffith
- Rosa Guy
- Radclyffe Hall
- Bertha Harris
- Ellen Hart
- Kameron Hurley
- Karin Kallmaker
- Lori L. Lake
- Violette Leduc
- Carole LaFavor
- Malinda Lo
- Audre Lorde
- Lee Lynch
- Ann-Marie MacDonald
- Marijane Meaker; publiée aussi sous les pseudonymes:
  - Ann Aldrich
  - Mary James
  - M. E. Kerr
  - Vin Packer
  - Laura Winston
- Val McDermid
- Qiu Miaojin
- Achy Obejas
- Julie Anne Peters
- Radclyffe (publiée aussi sous L. L. Raand)
- Nina Revoyr
- Adrienne Rich
- Jane Rule
- Joanna Russ
- Sappho
- May Sarton
- Sarah Schulman
- Sandra Scoppettone
- Merry Shannon
- Gertrude Stein
- tatiana de la tierra
- Michelle Tea
- Valerie Taylor
- Tereska Torrès
- Wu Tsao
- Kitty Tsui
- Ángeles Vicente
- Renée Vivien
- Ebine Yamaji
- Nobuko Yoshiya
- Sarah Waters
- Jeanette Winterson
- Monique Wittig
- Jacqueline Woodson
- Samar Yazbek